# Rhynchium brunneum
Rhynchium brunneum är en stekelart som först beskrevs av Fabricius 1793.  Rhynchium brunneum ingår i släktet Rhynchium och familjen Eumenidae.

## Underarter
Arten delas in i följande underarter:
- R. b. ceylonicum
- R. b. maladivum